# Donji Statovac
Donji Statovac (en serbe cyrillique : Доњи Статовац) est un village de Serbie situé dans la municipalité de Prokuplje, district de Toplica. Au recensement de 2011, il comptait 37 habitants.

## Démographie
| 1948 | 1953 | 1961 | 1971 | 1981 | 1991 | 2002 | 2011 |
| ---- | ---- | ---- | ---- | ---- | ---- | ---- | ---- |
| 521  | 523  | 429  | 263  | 178  | 116  | 74   | 37   |

|  |